# SCENARIO Magazine
SCENARIO Magazine er et internationalt magasin om ideer, visioner, tendenser og fremtid, udgivet af Instituttet for Fremtidsforskning (IFF) i København. Det udkommer på tryk seks gange årligt og i tre sprogversioner, henholdsvis på dansk, engelsk og slovensk. Magasinet bringer tekster af forskere, futurister og skribenter fra det meste af verden. Magasinet beskæftiger sig med fremtid og udvikling i bred forstand, herunder på områderne teknologi, forbrug, kultur, politik og menneskelig adfærd. Formen på de enkelte artikler varierer fra essays, klummer, akademisk tekster, interviews til klassisk baggrundsjournalisk og reportager. Desuden prioriteres den visuelle formidling med især fotoserier og -reportager over et stort antal sider. Magasinet er ligesom udgiverorganisationen IFF politisk og økonomisk uafhængig og neutral, og er non profit.

## Historie
SCENARIO blev grundlagt i juni 2010 af Morten Grønborg, magasinets nuværende chefredaktør, på opdrag af Instituttet for Fremtidsforskning i København. Visionen var et skabe et magasin, der i tråd med instituttets formål ”skal udstyre ledere og beslutningstagere med den nødvendige viden om fremtiden, så de kan træffe de bedst mulige beslutninger i nutiden”. Magasinet modtog i maj 2011, kun knapt et år efter første nummer kom på gaden, Anders Bording-prisen for ”et modigt, velgennemtænkt, æstetisk og tankevækkende bud på printmagasin i den digitale verden". Juryformand var Lisbeth Knudsen, Berlingske Media. I april 2012 føjedes slovensk til som tredje sprogudgave som supplement til de oprindelige udgaver på dansk og engelsk, så magasinet nu udkommer i tre separate udgaver til forskellige markeder. Magasinet er til salg i kiosker og boghandlere i 16 lande og købes desuden i abonnementspakker af læsere i 27 lande, fordelt på de fleste kontinenter.

## Reference
- www.scenariomagazine.com Arkiveret 7. maj 2020 hos  Wayback Machine – Officiel hjemmeside
- Bordingstatuetter til SCENARIO og Computerworld | Danske Specialmedier Arkiveret 23. januar 2013 hos  Wayback Machine - Specialmediernes omtale af Anders Bording-prisen